# Linha Sul do VLT de Campinas
A Linha Sul: Central ↔ Campos Elíseos foi uma das linhas do VLT de Campinas.
 

## Histórico
Primeira e a única das duas linhas projetadas de fato a ser construída ligava as regiões sul e central da cidade de Campinas. Construída sobre o antigo leito ferroviário da Estrada de Ferro Sorocabana. Com um custo final de duzentos milhões de reais foi inaugurada oficialmente o trecho entre as estações Vila Teixeira e Central em 15 de março de 1991 pelo então governador do estado Orestes Quércia.
A inauguração total da linha, excluindo as estações Curtume, Joaquim Villac e Bonfim, só ocorreria em abril de 1993.
Com a capacidade de transportar 75.000 passageiros por dia, a linha jamais ultrapassou os 4.000 passageiros por dia. Isso ocorria pois suas estações eram mal localizadas e não havia de fato integrações adequadas com a rede de ônibus municipais e intermunicipais.
Por causa desses e outros motivos a Linha Sul, e todo o projeto do sistema, foi desativada comercialmente e cancelado em 17 de fevereiro de 1995.

### Datas marco
| Data                    | Trecho                     | Descrição                    |
| ----------------------- | -------------------------- | ---------------------------- |
| Julho de 1990           |                            | Início das obras             |
| 23 de Novembro de 1990  | Barão de Itapura ↔ Aurélia | Início da operação assistida |
| 15 de Março de 1991     | Central ↔ Vila Teixeira    | Inauguração oficial          |
| 22 de Abril de 1993     | Central ↔ Campos Elíseos   | Inauguração comercial        |
| 17 de Fevereiro de 1995 |                            | Desativação da linha         |

## Estações
| Sigla             | Estação                                | Comentários | Status    |
| ----------------- | -------------------------------------- | ----------- | --------- |
|                   | Campos Elíseos                         |             | Cancelada |
| Pompéia           |                                        |             | Cancelada |
| Anhanguera        |                                        |             | Cancelada |
| Parque Industrial |                                        |             | Cancelada |
| Curtume           | Estudada                               |             | Cancelada |
| Vila Teixeira     |                                        |             | Cancelada |
| Aurélia           |                                        |             | Cancelada |
| Joaquim Villac    | Estudada                               |             | Cancelada |
| Bonfim            | Estudada                               |             | Cancelada |
| Barão de Itapura  | Integração gratuita com a Linha Norte. |             | Cancelada |
| Central           | Integração gratuita com a Linha Norte. |             | Cancelada |

## Extensões
No projeto original da linha Sul havia um estudo para a construção de um prolongamento da linha ligando a estação Campos Elíseos aos bairros do extremo sul de Campinas.